# Загородный (муниципальный округ)
За́городный — бывший муниципальный округ Москвы, просуществовавший с 1991 года по 1995 год. Ныне территория входит в состав Донского района Южного административного округа Москвы.

## История
Муниципальный округ «Загородный» был создан после административной реформы 1991 года и входил в состав Южного административного округа Москвы.
24 мая 1995 году муниципальный округ «Загородный» был включён в состав муниципального округа «Донской», который после принятия 5 июля 1995 году закона «О территориальном делении города Москвы» получил статус района Москвы и название «Донской».

## Границы муниципального округа
Граница муниципального округа «Загородный» проходила: от пересечения Большой Тульской улицы и Духовского переулка по Духовскому переулку, по 4-му Рощинскому проезду, по Загородному шоссе, по руслу реки Чуры, по руслу реки Кровянки, по границе территории больницы им. Кащенко, по границе территории больницы № 55, по 4-му Загородному проезду, а после пересечения с Загородным шоссе вдоль линии Окружной железной дороги, по Варшавскому шоссе, включая жилую застройку по нечётной стороне Варшавского шоссе (строения с № 33 по № 3) и по Большой Тульской улице (чётная сторона). Из границ округа была исключена промзона вдоль Окружной железной дороги, Павелецкой железной дороги и чётной стороны Варшавского шоссе.